# Adrian Stoian
Adrian Marius Stoian (n. 11 februarie 1991, Craiova, România) este un fotbalist român liber de contract, care joacă pe post de mijlocaș lateral. Pe plan internațional, are prezențe la națională pentru România Sub-17, România Sub-19, România Sub-21 și România.